# 南極無足狼鳚
南極無足狼鳚，為輻鰭魚綱鱸形目绵鳚亞目绵鳚科的其中一種，分布於南冰洋雪特蘭群島與奧克尼群島南部海域，屬深海底棲性魚類，棲息深度在水深323至1200公尺，體長可達20.6公分。

## 扩展阅读
維基物種上的相關：南極無足狼鳚